# Селянка (приток Усолки)

Селянка — река в России, протекает в Соликамском районе Пермского края. Устье реки находится в 15 км по левому берегу реки Усолка. Длина реки составляет 14 км.
Исток реки находится в лесу у нежилой деревни Селянка в 10 км к юго-востоку от центра города Соликамск. Река течёт на север и северо-запад, имеет большое количество мелких притоков. В среднем течении протекает деревню Лобанова. Впадает в Усолку напротив села Городище.

## Данные водного реестра
По данным государственного водного реестра России относится к Камскому бассейновому округу, водохозяйственный участок реки — Кама от водомерного поста у села Бондюг до города Березники, речной подбассейн реки — бассейны притоков Камы до впадения Белой. Речной бассейн реки — Кама.
По данным геоинформационной системы водохозяйственного районирования территории РФ, подготовленной Федеральным агентством водных ресурсов:
- Код водного объекта в государственном водном реестре — 10010100212111100006888
- Код по гидрологической изученности (ГИ) — 111100688
- Код бассейна — 10.01.01.002
- Номер тома по ГИ — 11
- Выпуск по ГИ — 1